# Erzbistum Koupéla
Das Erzbistum Koupéla (lateinisch Archidioecesis Kupelaensis, französisch Archidiocèse de Koupéla) ist ein Erzbistum in Burkina Faso (ehemals Obervolta) in Westafrika. Es umfasst die Bistümer Dori, Kaya, Tenkodogo und Fada N'Gourma. Sitz des Bistums ist Koupéla, im Osten des Staates Burkina Faso.
Das am 20. Februar 1956 aus Gebietsabtretungen des Erzbistums Ouagadougou gegründete Bistum wurde am 5. Dezember 2000 zum Erzbistum erhoben.

## Bischöfe
- Dieudonné Yougbaré (1956–1995)
- Séraphin François Rouamba (1995–2019)
- Gabriel Sayaogo (seit 2019)

## Weblinks

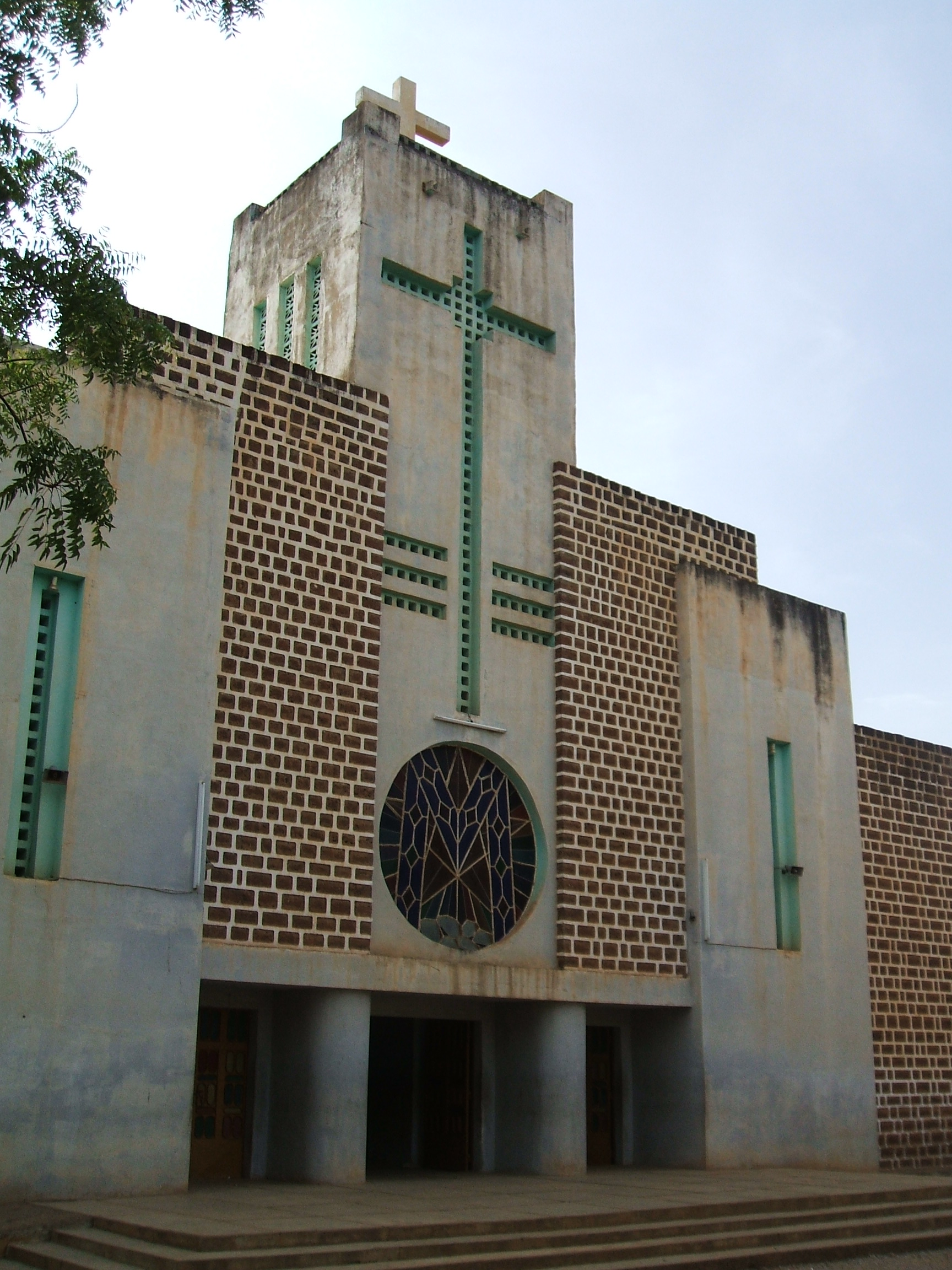
Kathedrale von Koupéla